# Tragocephala morio
Tragocephala morio es una especie de escarabajo longicornio del género Tragocephala, subfamilia Lamiinae. Fue descrita científicamente por Jordan en 1903.
Se distribuye por Malaui y Tanzania. Posee una longitud corporal de 21-30 milímetros. El período de vuelo de esta especie ocurre en los meses de marzo, abril y junio.